# Nordvära och Källstorp
Nordvära och Källstorp är sedan 2015 en av SCB avgränsad och namnsatt tätort i Värö socken i Varbergs kommun, Hallands län. Före 2015 var bebyggelsen i Källstorp avgränsad till en småort benämnd Källstorp.
Idrottsplatsen i Nordvära heter Norvalla IP. Här spelar Norvalla IF sedan 1952. Publikrekordet är 2625 personer mot Varbergs BoIS, år 1976.

## Befolkningsutveckling
| Befolkningsutvecklingen i Nordvära och Källstorp 2015–2020                       | Befolkningsutvecklingen i Nordvära och Källstorp 2015–2020 | Befolkningsutvecklingen i Nordvära och Källstorp 2015–2020 | Befolkningsutvecklingen i Nordvära och Källstorp 2015–2020 | Befolkningsutvecklingen i Nordvära och Källstorp 2015–2020 |
| -------------------------------------------------------------------------------- | ---------------------------------------------------------- | ---------------------------------------------------------- | ---------------------------------------------------------- | ---------------------------------------------------------- |
|                                                                                  |                                                            |                                                            |                                                            |                                                            |
| År                                                                               |                                                            |                                                            | Folkmängd                                                  | Areal (ha)                                                 |
| 2015                                                                             | 2015                                                       |                                                            | 241                                                        | 120                                                        |
| 2020                                                                             | 2020                                                       |                                                            | 265                                                        | 117                                                        |
| Anm.: Ny tätort 2015. Var tidigare småort som 2010 hade 70 invånare på 17 hektar |                                                            |                                                            |                                                            |                                                            |